# Go-Nara

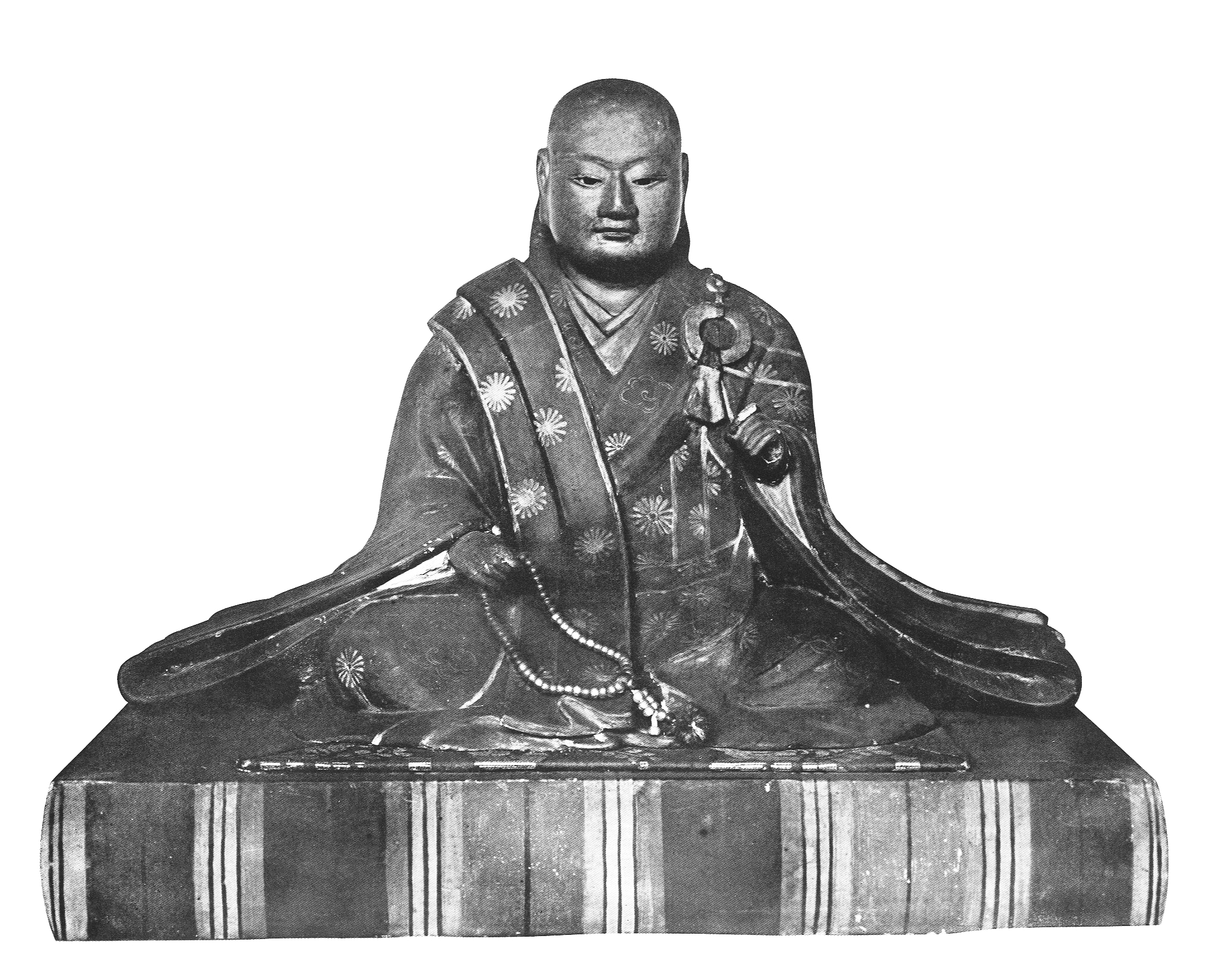
Go-Nara.

Go-Nara (japonsky 後奈良天皇, Go-Nara-tennó; 26. leden 1495–27. září 1557) byl v pořadí 105. japonským císařem. Vládl od 9. června 1526 do 27. září 1557. Jeho vlastní jméno bylo Tomohito (知仁).
Go-Nara byl synem císaře Go-Kašiwabary a císařovny Fudžiwary Fudžiko. Jeho manželkou byla Madenokódži (Fudžiwara) Eiko, jeho syn Mičihito se stal císařem Ógimačim. Císařem se stal 9. června 1526 po smrti svého otce, císaře Go-Kašiwabary. Císařský dvůr byl ale tak zbídačen, že byl císař nucen odložit korunovační ceremoniál o deset let, proběhl 26. února 1536.
Císařova vláda se dělí na několik ér:
- Daiei
- Kjóroku
- Tenmon (nebo Tembun)
- Kódži